# 2126 Gerasimovich
2126 Gerasimovich eller 1970 QZ1 är en asteroid i huvudbältet som upptäcktes den 30 augusti 1970 av den ryska astronomen Tamara Smirnova vid Krims astrofysiska observatorium på Krim. Den har fått sitt namn efter den sovjetiske astronomen Boris Gerasimovitj (1889–1937).
Asteroiden har en diameter på ungefär sju kilometer.